# Jan Nebeský z Wojkowicz
Jan Baptista Nebeský z Wojkowicz (28. února 1842 Brozánky – 3. srpna 1920 Nymburk) byl velkoobchodník v Nymburce a poslanec na Českém zemském sněmu, v letech 1896–1904 nobilitovaný rytíř.
Studoval na gymnáziu v Praze a na Vyšším hospodářském ústavu v Libverdě, nejprve působil jako úředník velkostatkových správ, v Nymburku si založil roku 1874 velkoobchod s hnědým uhlím. Postupně rozšiřoval živnost i o těžební činnost, v roce 1889 koupil hnědouhelný důl v Chodově u Karlových Varů a následně Janův důl v Mostě. Byl součástí těžebních společenství v Mostě a Ústí nad Labem. Roku 1893 zakoupil zemskodeskový statek Dolní Bezděkov. V roce 1898 zvolen jako náhradník do Českého zemského sněmu za kurii nefideikomisních statků.
Zhruba od roku 1884 Jan Nebeský začal usilovat o tzv. renobilitaci, tedy uznání, že jeho rodina byla šlechtická. Snažil se přesvědčit o uznání Antonína Petra Schlechtu a několik profesionálních genealogů, doklady „našel“ až Josef Mejtský. Teprve po přímluvě ministra Badeniho získal Nebeský 30. prosince 1896 nejvyšší rozhodnutí, které šlechtictví pro rodinu v stupni rytíř a s predikátem „von Wojkowicz“ uznalo. V roce 1901 vypukla tzv. Schlechtova aféra, která odkryla řadu falešných renobilitací, což se nakonec dotklo i rodiny Nebeských, v lednu 1904 bylo oficiálně nejvyšší rozhodnutí zrušeno.